# KISSWIN
Das Projekt KISSWIN (Kommunikations- und Informationssystem „Wissenschaftlicher Nachwuchs“) war eine zentrale Kommunikations- und Informationsplattform für Nachwuchswissenschaftler im Internet. Als solche wollte KISSWIN.de Transparenz und Orientierungshilfen für den Forschungsstandort Deutschland schaffen und schnelle und individuelle Unterstützung sowie Beratung zu Fördermöglichkeiten bieten. Dadurch sollte dazu beigetragen werden, die individuell passende Förderung für den wissenschaftlichen Nachwuchs in Deutschland zu finden.
Das Projekt KISSWIN wurde vom Bundesministerium für Bildung und Forschung (BMBF) gefördert.
Die Plattform ist seit 2019 nicht mehr erreichbar.

## Zielgruppe
Die Internetplattform richtete sich an
- Studenten an Universitäten und Fachhochschulen
- Berufstätige mit Promotionsabsicht
- Doktoranden, Postdoktoranden, Habilitanden, Nachwuchsgruppenleiter und Juniorprofessoren
- Ausländische und deutsche Wissenschaftler im In- und Ausland
- Graduiertenkollegs
- Alle Personen, die an einer wissenschaftlichen Karriere in Deutschland interessiert sind.

## Hintergrund
Zur Erhebung der Situation des wissenschaftlichen Nachwuchses in Deutschland wurde die Bildungsberichterstattung ergänzt durch den Bundesbericht zur Förderung des Wissenschaftlichen Nachwuchses (BuWiN). Aufbauend auf Erkenntnissen des BuWiN wurde das Projekt KISSWIN als Kommunikations- und Informationssystem im Internet entwickelt. Gegenstand dieses Projektes war die Entwicklung einer Internetplattform, mit dessen Hilfe Informationen zur Situation des wissenschaftlichen Nachwuchses in Deutschland sowie zu entsprechenden Karrierewegen und Förderungsmöglichkeiten generiert und verbreitet werden können.

## Entwicklung und Inhalte
Nach dem Projektstart im November 2007 und einer Entwicklungsphase ging die Internetplattform KISSWIN.de im Rahmen der Auftakttagung „Lust auf wissenschaftliche Karriere in Deutschland! Wege, Förderungen und Netzwerke im Überblick“ im bcc Berliner Congress Center am 28. Oktober 2008 online. Die Internetplattform bot alle relevanten Informationen zu Karrierewegen und Förderungsmöglichkeiten sowie zu den zentralen Ansprechpartnern und Organisationen am Forschungsstandort Deutschland in gesammelter Form. Die inhaltliche Gestaltung wurde in gemeinschaftlicher Redaktion des Zentrums für Lern- und Wissensmanagement/Lehrstuhl für Informationsmanagement im Maschinenbau (ZLW/IMA) der RWTH Aachen und des Dezernats 4.0 Technologietransfer und Forschungsförderung der RWTH Aachen realisiert.
Zuletzt bot das Portal:
- Informationen zu wissenschaftlichen Karrierewegen, Fördermöglichkeiten, Förderorganisationen
- Fördermittelrecherche, Datenbanken
- Stellenbörse
- Redaktionell aufbereitete Nachrichten, Meldungen und Termine
- Community und Forum

Darüber hinaus konnten sich junge Wissenschaftler über einen Mail- und Telefonservice individuell und kostenlos von Experten beraten lassen und ihre Fragen zu Themen rund um Karriere und Förderung in der deutschen Forschungslandschaft stellen.